# Skelmorlie
Skelmorlie  is een dorp aan de Firth of Clyde in de Schotse council North Ayrshire. Het is de noordelijkste plaats in deze council en het ligt tegen Wemyss Bay aan, dat net in Inverclyde ligt. De dorpen worden van elkaar gescheiden door de Kelly Burn.
Het dorp ligt op een plateau, op ongeveer 30-60 m boven zeeniveau. Het kijkt uit over de Firth of Clyde en het schiereiland Cowal. Het dorp ligt aan de A78, die het dorp verbindt met grotere plaatsen als Saltcoats, Kilwinning, Irvine en Greenock, waar de weg aansluit op de A8 naar Glasgow. In het nabijgelegen Wemyss Bay ligt het station aan de Inverclyde Line naar Glasgow. Ten zuiden van het dorp ligt een kasteel uit 1502, Skelmorlie Castle. 

## Galerij

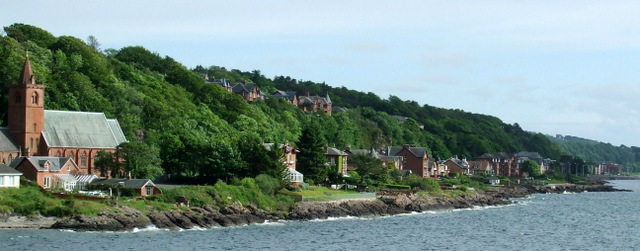
Skelmorlie vanaf de Firth of Clyde
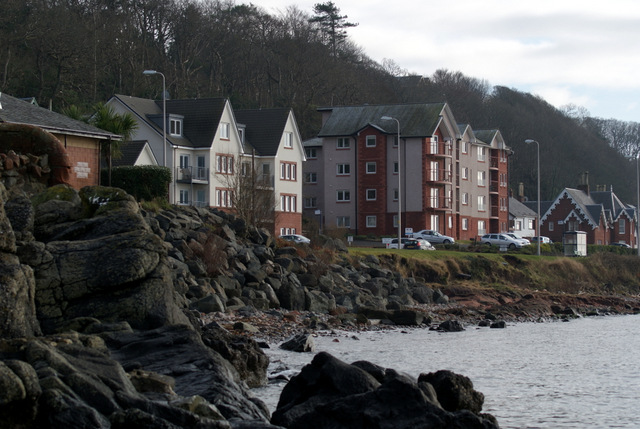
Shore Road, Skelmorlie
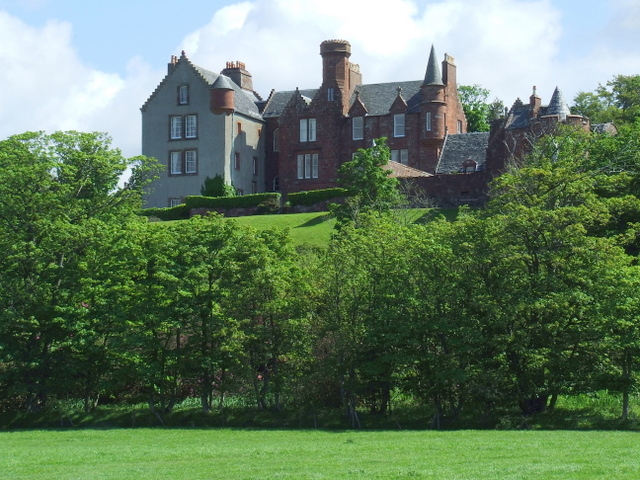
Skelmorlie Castle